# Списак министара просвете Србије
На овој страни налази се списак министара просвете Србије.

## Србија у Првом српском устанку(1805–1813)[1]
| Слика | Почетак мандата | Крај мандата   | Име и презиме (година рођења и смрти) | Белешка |
| ----- | --------------- | -------------- | ------------------------------------- | --- |
|       | 1807.           | 7. април 1811. | Доситеј Обрадовић (1742–1811)         | Попечитељ просвештенија (министар просвете) у Правитељствујушчем совјету сербском. Умро је на дужности министра попечитеља просвештенија |
|       | 7. април 1811.  | 1812.          | Иван Југовић (1772–1813)              | Попечитељ просвештенија (министар просвете) у Правитељствујушчем совјету сербском                                                        |

## Кнежевина Србија(1834–1882)[1][2][3]
| Слика | Почетак мандата     | Крај мандата        | Име и презиме (година рођења и смрти) | Белешка |
| ----- | ------------------- | ------------------- | ------------------------------------- | --- |
|       | 8. април 1834.      | 1834.               | Лазар Теодоровић (1771–1846)          | Попечитељ Правосудија и Просвештенија (министар правде и просвете) и цензор наши Сербски новина. Од средине 1834. само Попечитељ Правосудија (министар правде) у Размотрилишту попечитељства                                                 |
|       | 1834.               | 28. март 1835.      | Димитрије Давидовић (1789–1838)       | Од средине 1834 - Попечитељство иностраних дела и Просвештенија (министар иностраних послова и просвете) Од 1835. само Попечитељ просвештенија (министар просвете) у Размотрилишту попечитељства и Законоизвршителној части Државног совјета |
|       | 11. јун 1838.       | 17. мај 1840.       | Стефан Стефановић Тенка (1797–1865)   | Попечитељ просвештенија (министар просвете) и врховни надзиратељ карантина у Законоизвршителној части Државног совјета и Попечитељ правосудија и просвештенија (министар правде и просвете) у првој влади Аврама Петронијевића               |
|       | 17. мај 1840.       | 17. јун 1840.       | Лазар Теодоровић (1771–1846)          | вршилац дужности министра правде и просвете у влади Ђорђа Протића |
|       | 17. јун 1840.       | 26. јун 1840.       | Голуб Петровић                        | вршилац дужности министра правде и просвете у влади Ђорђа Протића |
|       | 26. јун 1840.       | 8. септембар 1842.  | Стефан Радичевић                      | министар правде и просвете у влади Ђорђа Протића |
|       | 7. новембар 1842.   | 4. фебруар 1847.    | Паун Јанковић (1808–1865)             | министар правде и просвете у трећој влади Аврама Петронијевића, првој влади Алексе Симића и четвртој влади Аврама Петронијевића |
|       | 4. фебруар 1847.    | 22. март 1848.      | Алекса Јанковић (1806–1869)           | вршилац дужности министра правде и просвете у четвртој влади Аврама Петронијевића |
|       | 22. март 1848.      | 3. август 1848.     | Стефан Стефановић Тенка (1797–1865)   | вршилац дужности министра правде и просвете у четвртој влади Аврама Петронијевића |
|       | 3. август 1848.     | 28. новембар 1849.  | Лазар Арсенијевић (1793–1869)         | вршилац дужности министра правде и просвете у четвртој влади Аврама Петронијевића |
|       | 28. новембар 1849.  | 27. септембар 1852. | Алекса Симић (1800–1872)              | министар правде и просвете у четвртој влади Аврама Петронијевића и првој влади Илије Гарашанина |
|       | 27. септембар 1852. | 26. децембар 1854.  | Лазар Арсенијевић (1793–1869)         | вршилац дужности министра правде и просвете у првој влади Илије Гарашанина и другој влади Алексе Симића |
|       | 26. децембар 1854.  | 2. јануар 1855.     | Алекса Јанковић (1806–1869)           | вршилац дужности министра правде и просвете у другој влади Алексе Симића |
|       | 2. јануар 1855.     | 10. јун 1856.       | Стефан Марковић (1804–1864)           | министар правде и просвете у другој влади Алексе Симића и влади Алексе Јанковића |
|       | 10. јун 1856.       | 28. септембар 1856. | Димитрије Црнобарац (1818–1872)       | вршилац дужности министра правде и просвете у првој влади Стефана Марковића |
|       | 28. септембар 1856. | 1. јул 1857.        | Стефан Марковић (1804–1864)           | министар правде и просвете у трећој влади Алексе Симића |
|       | 1. јул 1857.        | 12. април 1858.     | Јеремија Станојевић                   | министар правде и просвете у другој влади Стефана Марковића |
|       | 12. април 1858.     | 11. фебруар 1859.   | Димитрије Црнобарац (1818–1872)       | министар правде и просвете у влади Стевана Магазиновића |
|       | 11. фебруар 1859.   | 15. октобра 1859.   | Јевтимије Угричић                     | министар правде и просвете у влади Стевана Магазиновића и влади Цветка Рајовића |
|       | 15. октобра 1859.   | 3. новембар 1859.   | Димитрије Црнобарац (1818–1872)       | министар правде и просвете у влади Стевана Магазиновића и влади Цветка Рајовића, његов мандат је завршен приликом раздвајања министарства правде и просвете када су та два министарства почела да функционишу засебно                        |
|       | 3. новембар 1859.   | 1. април 1860.      | Димитрије Матић (1821–1884)           | министар просвете у влади Цветка Рајовића |
|       | 1. април 1860.      | 8. новембар 1860.   | Љубомир Ненадовић (1826–1895)         | министар просвете у влади Цветка Рајовића |
|       | 8. новембар 1860.   | 9. јануар 1862.     | Јован Филиповић (1819–1876)           | министар просвете у влади Филипа Христића и другој влади Илије Гарашанина |
|       | 9. јануар 1862.     | 13. јануар 1868.    | Коста Цукић (1826–1879)               | министар просвете и црквених дела у другој влади Илије Гарашанина и првој влади Николе Христића |
|       | 13. јануар 1868.    | 3. јул 1868.        | Димитрије Црнобарац (1818–1872)       | министар просвете и црквених дела у првој влади Николе Христића |
|       | 3. јул 1868.        | 5. октобар 1868.    | Панта Јовановић                       | вршилац дужности министра просвете и црквених дела у влади Ђорђа Ценића |
|       | 5. октобар 1868.    | 22. август 1872.    | Димитрије Матић (1821–1884)           | министар просвете и црквених дела у влади Ђорђа Ценића и влади Радивоја Милојковића |
|       | 22. август 1872.    | 3. март 1873.       | Стојан Вељковић (1831–1925)           | вршилац дужности министра просвете и црквених дела у влади Миливоја Петровића Блазнаваца |
|       | 3. март 1873.       | 14. април 1873.     | Коста Јовановић (1832–1895)           | министар просвете и црквених дела у влади Миливоја Петровића Блазнаваца |
|       | 14. април 1873.     | 3. новембар 1873.   | Стојан Новаковић (1842–1915)          | министар просвете и црквених дела у првој влади Јована Ристића |
|       | 3. новембар 1873.   | 7. децембар 1874.   | Филип Христић (1819–1905)             | министар просвете и црквених дела у влади Јована Мариновића |
|       | 7. децембар 1874.   | 31. август 1875.    | Стојан Новаковић (1842–1915)          | министар просвете и црквених дела у влади Аћима Чумића и влади Данила Стефановића |
|       | 31. август 1875.    | 8. октобар 1875.    | Алимпије Васиљевић (1831–1911)        | министар просвете и црквених дела у првој влади Стевче Михаиловића |
|       | 8. октобар 1875.    | 6. мај 1876.        | Стојан Бошковић                       | министар просвете и црквених дела у влади Љубомира Каљевића |
|       | 6. мај 1876.        | 20. март 1879.      | Алимпије Васиљевић (1831–1911)        | министар просвете и црквених дела у другој влади Стевче Михаиловића и другој влади Јована Ристића |
|       | 20. март 1879.      | 17. јун 1880.       | Стојан Бошковић                       | министар просвете и црквених дела у другој влади Јована Ристића |
|       | 17. јун 1880.       | 2. новембар 1880.   | Алимпије Васиљевић (1831–1911)        | министар просвете и црквених дела у другој влади Јована Ристића |
|       | 2. новембар 1880.   | 6. март 1882.       | Стојан Новаковић (1842–1915)          | министар просвете и црквених дела у влади Милана Пироћанца |

## Краљевина Србија(1882–1918)[1][2][4]
| Слика | Почетак мандата     | Крај мандата        | Име и презиме (година рођења и смрти) | Белешка |
| ----- | ------------------- | ------------------- | ------------------------------------- | --- |
|       | 6. март 1882.       | 3. октобар 1883.    | Стојан Новаковић (1842–1915)          | министар просвете и црквених дела у влади Милана Пироћанца |
|       | 3. октобар 1883.    | 19. фебруар 1884.   | Ђорђе Р. Пантелић                     | вршилац дужности министра просвете и црквених дела у другој влади Николе Христића |
|       | 19. фебруар 1884.   | 21. октобар 1884.   | Димитрије Маринковић (1835–1911)      | вршилац дужности министра просвете и црквених дела у првој влади Милутина Гарашанина |
|       | 21. октобар 1884.   | 4. април 1886.      | Стеван Д. Поповић                     | министар просвете и црквених дела у првој и другој влади Милутина Гарашанина |
|       | 4. април 1886.      | 13. јун 1887.       | Милан Кујунџић Абердар (1842–1893)    | министар просвете и црквених дела у трећој влади Милутина Гарашанина |
|       | 13. јун 1887.       | 31. децембар 1887.  | Алимпије Васиљевић (1831–1911)        | министар просвете и црквених дела у трећој влади Јована Ристића |
|       | 31. децембар 1887.  | 26. април 1888.     | Глиша Гершић                          | министар просвете и црквених дела у првој влади Саве Грујића |
|       | 26. април 1888.     | 7. март 1889.       | Владан Ђорђевић (1844–1930)           | министар просвете и црквених дела у трећој влади Николе Христића и влади Косте Протића |
|       | 7. март 1889.       | 28. март 1890.      | Светозар Милосављевић                 | министар просвете и црквених дела у другој влади Саве Грујића |
|       | 28. март 1890.      | 13. мај 1890.       | Михаило Вујић (1853–1913)             | вршилац дужности министра просвете и црквених дела у трећој влади Саве Грујића |
|       | 13. мај 1890.       | 21. август 1892.    | Андра Николић (1853–1918)             | министар просвете и црквених дела у трећој влади Саве Грујића и првој и другој влади Николе Пашића |
|       | 21. август 1892.    | 7. јануар 1893.     | Јован Бошковић                        | министар просвете и црквених дела у првој влади Јована Авакумовића |
|       | 7. јануар 1893.     | 16. јануар 1893.    | Коста Алковић (1834–1909)             | вршилац дужности министра просвете и црквених дела у првој влади Јована Авакумовића |
|       | 16. јануар 1893.    | 16. април 1893.     | Јован Ђорђевић (1826–1900)            | министар просвете и црквених дела у првој влади Јована Авакумовића |
|       | 13. април 1893.     | 5. децембар 1893.   | Лазар Докић (1845–1893)               | министар просвете и црквених дела у првој и другој влади Лазара Докића |
|       | 5. децембар 1893.   | 24. јануар 1894.    | Миленко Веснић (1863–1921)            | министар просвете и црквених дела у четвртој влади Саве Грујића |
|       | 24. јануар 1894.    | 1. фебруар 1894.    | Андра Ђорђевић (1854–1914)            | вршилац дужности министра просвете и црквених дела у првој влади Ђорђа Симића |
|       | 1. фебруар 1894.    | 2. април 1894.      | Димитрије Нешић (1836–1904)           | министар просвете и црквених дела у првој влади Ђорђа Симића |
|       | 2. април 1894.      | 27. октобар 1894.   | Андра Ђорђевић (1854–1914)            | министар просвете и црквених дела у влади Светомира Николајевића |
|       | 27. октобар 1894.   | 4. новембар 1894.   | Михаило Кр. Ђорђевић                  | вршилац дужности министра просвете и црквених дела у четвртој влади Николе Христића |
|       | 4. новембар 1894.   | 7. јул 1895.        | Љубомир Клерић (1844–1910)            | министар просвете и црквених дела у четвртој влади Николе Христића |
|       | 7. јул 1895.        | 19. децембар 1896.  | Љубомир Ковачевић (1848–1918)         | министар просвете и црквених дела у првој влади Стојана Новаковића |
|       | 19. децембар 1896.  | 29. децембар 1896.  | Арон Нинчић                           | вршилац дужности министра просвете и црквених дела у првој влади Стојана Новаковића |
|       | 29. децембар 1896.  | 23. октобар 1897.   | Андра Николић (1853–1918)             | министар просвете и црквених дела у другој влади Ђорђа Симића |
|       | 23. октобар 1897.   | 25. јул 1900.       | Андра Ђорђевић (1854–1914)            | министар просвете и црквених дела у влади Владана Ђорђевића |
|       | 25. јул 1900.       | 10. мај 1901.       | Павле Маринковић (1866–1925)          | министар просвете и црквених дела у првој и другој влади Алексе Јовановића и првој влади Михаила Вујића |
|       | 10. мај 1901.       | 17. фебруар 1902.   | Љубомир Ковачевић (1848–1918)         | министар просвете и црквених дела у првој влади Михаила Вујића |
|       | 17. фебруар 1902.   | 20. октобар 1902.   | Драгутин Стаменковић                  | министар просвете и црквених дела у првој и другој влади Михаила Вујића |
|       | 20. октобар 1902.   | 19. новембар 1902.  | Миленко Марковић                      | министар просвете и црквених дела у првој влади Петра Велимировића |
|       | 19. новембар 1902.  | 3. мај 1903.        | Лука Лазаревић (1857–1936)            | министар просвете и црквених дела у првој и другој влади Димитрија Цинцар-Марковића |
|       | 3. мај 1903.        | 11. јун 1903.       | Живан Живановић (1852–1931)           | министар просвете и црквених дела у другој влади Димитрија Цинцар-Марковића |
|       | 11. јун 1903.       | 15. август 1903.    | Љубомир Стојановић (1860–1930)        | министар просвете и црквених дела у другој и трећој влади Јована Авакумовића |
|       | 15. август 1903.    | 4. октобар 1903.    | Добра Ружић (1854–1918)               | министар просвете и црквених дела у трећој влади Јована Авакумовића |
|       | 4. октобар 1903.    | 8. фебруар 1904.    | Љубомир Стојановић (1860–1930)        | министар просвете и црквених дела у петој влади Саве Грујића |
|       | 8. фебруар 1904.    | 10. децембар 1904.  | Љубомир Давидовић (1863–1940)         | министар просвете и црквених дела у шестој влади Саве Грујића |
|       | 10. децембар 1904.  | 29. мај 1905.       | Андра Николић (1853–1918)             | министар просвете и црквених дела у трећој влади Николе Пашића |
|       | 29. мај 1905.       | 12. август 1905.    | Јован Жујовић (1856–1936)             | министар просвете и црквених дела у првој влади Љубомира Стојановића |
|       | 12. август 1905.    | 30. април 1906.     | Љубомир Стојановић (1860–1930)        | министар просвете и црквених дела у другој влади Љубомира Стојановића и седмој влади Саве Грујића |
|       | 30. април 1906.     | 24. фебруар 1909.   | Андра Николић (1853–1918)             | министар просвете и црквених дела у четвртој, петој и шестој влади Николе Пашића и другој влади Петра Велимировића |
|       | 24. фебруар 1909.   | 24. октобар 1909.   | Љубомир Стојановић (1860–1930)        | министар просвете и црквених дела у другој влади Стојана Новаковића |
|       | 24. октобар 1909.   | 25. септембар 1910. | Јован Жујовић (1856–1936)             | министар просвете и црквених дела у седмој влади Николе Пашића |
|       | 25. септембар 1910. | 7. јул 1911.        | Јаша Продановић (1867–1948)           | вршилац дужности министра просвете и црквених дела у седмој влади Николе Пашића |
|       | 7. јул 1911.        | 5. децембар 1914.   | Љубомир Јовановић (1865–1928)         | министар просвете и црквених дела у првој и другој влади Милована Миловановића, влади Марка Трифковића и осмој влади Николе Пашића |
|       | 5. децембар 1914.   | 23. јун 1917.       | Љубомир Давидовић (1863–1940)         | министар просвете и црквених послова у деветој влади Николе Пашића |
|       | 23. јун 1917.       | 13. јул 1917.       | Момчило А. Нинчић (1876–1949)         | вршилац дужности министра просвете и црквених послова у десетој влади Николе Пашића |
|       | 13. јул 1917.       | 16. новембар 1918.  | Милош Трифуновић                      | министар просвете и вера у десетој и једанаестој влади Николе Пашића |
|       | 16. новембар 1918.  | 1. децембар 1918.   | Љубомир Давидовић (1876–1949)         | министар просвете и вера у дванаестој влади Николе Пашића. Након стварања Краљевине СХС 1. децембра 1918, влада је наставила одмах да функционише као прва влада Краљевине СХС па је Љубомир Давидовић био први Министар просвете и вера Краљевине СХС |

## Подручје Војног заповедника у Србији(1941–1944)[5]
| Слика | Почетак мандата   | Крај мандата     | Име и презиме (година рођења и смрти) | Белешка                                | Странка             |
| ----- | ----------------- | ---------------- | ------------------------------------- | -------------------------------------- | ------------------- |
|       | 30. април 1941.   | 11. јул 1941.    | Ристо Јојић                           | комесарска управа Милана Аћимовића     | Демократска странка |
|       | 11. јул 1941.     | 29. август 1941. | Велибор Јонић (1892–1946)             | комесарска управа Милана Аћимовића     | ЗБОР                |
|       | 29. август 1941.  | 7. октобар 1942. | Милош Тривунац (1876–1944)            | влада Милана Недића                    |                     |
|       | 7. октобар 1942.  | 4. октобар 1944. | Велибор Јонић (1892–1946)             | влада Милана Недића                    | ЗБОР                |
|       | 10. октобар 1944. | 20 октобар 1944. | Душан Милојковић                      | Одбор државне администрације за Србију |                     |

## Социјалистичка Република Србија(1944–1991)[1]
| Слика | Почетак мандата    | Крај мандата       | Име и презиме (година рођења и смрти) | Белешка | Странка                          |
| ----- | ------------------ | ------------------ | ------------------------------------- | --- | -------------------------------- |
|       | 18. новембар 1944. | 5. септембар 1948. | Митра Митровић (1912–2001)            | повереник за просвету при Председништву АСНОС и првој влади Благоја Нешковића и министар просвете у другој влади Благоја Нешковића | Комунистичка партија Југославије |
|       | 1950.              | 10. април 1951.    | Ђурица Јојкић (1914–1981)             | министар просвете у првој влади Петра Стамболића                                                                                   | Комунистичка партија Југославије |
|       | 1958.              | 9. јун 1962.       | Драгослав Марковић (1920–2005)        | министар просвете у влади Милоша Минића                                                                                            | Савез комуниста Југославије      |
|       | 9. јун 1962.       | 6. мај 1974.       |                                       | |                                  |
|       | 6. мај 1974.       | 12. мај 1977.      | Владимир Стевановић (1930–1979)       | републички секретар за образовање и науку у влади Душана Чкребића                                                                  |                                  |
|       | 6. мај 1978.       | 5. мај 1982.       | Милан Милутиновић (1942−)             | републички секретар за образовање и науку у влади Душана Чкребића и у влади Драгослава Марковића                                   |                                  |
|       | 5. мај 1982.       | 5. децембар 1989.  | Миломир Петровић                      | председник републичког комитета за образовање и фискултуру у влади Бранислава Ивковића и у влади Десимира Јевтића                  |                                  |
|       | 5. децембар 1989.  | 11. фебруар 1991.  | Данило Марковић (1933–2018)           | секретар за образовање, науку и физичку културу у влади Станка Радмиловића                                                         |                                  |

## Република Србија(1991–сада)[6]
| Слика | Почетак мандата     | Крај мандата        | Име и презиме (година рођења и смрти) | Белешка | Странка                       |
| ----- | ------------------- | ------------------- | ------------------------------------- | --- | ----------------------------- |
|       | 11. фебруар 1991.   | 21. јун 1991.       | Димитрије Димитријевић                | министар просвете у влади Драгутина Зеленовића                                                                           |                               |
|       | 21. јун 1991.       | 15. март 1994.      | Данило Марковић (1933–2018)           | министар просвете у влади Драгутина Зеленовића, влади Радомана Божовића и влади Николе Шаиновића                         |                               |
|       | 15. март 1994.      | 24. март 1998.      | Драгослав Младеновић                  | министар просвете у првој влади Мирка Марјановића                                                                        |                               |
|       | 24. март 1998.      | 25. октобар 2000.   | Јово Тодоровић (1937–2015)            | министар просвете у другој влади Мирка Марјановића                                                                       |                               |
|       | 25. октобар 2000.   | 25. јануар 2001.    | Михаило Јокић                         | министар просвете у влади Миломира Минића                                                                                |                               |
|       | 25. јануар 2001.    | 3. март 2004.       | Гашо Кнежевић (1953–2014)             | министар просвете у влади Зорана Ђинђића и влади Зорана Живковића                                                        | Грађански савез Србије        |
|       | 3. март 2004.       | 16. септембар 2004. | Љиљана Чолић (1956–)                  | министар просвете и спорта у првој влади Војислава Коштунице                                                             | Демократска странка Србије    |
|       | 16. септембар 2004. | 15. мај 2007.       | Слободан Вуксановић (1965–)           | министар просвете и спорта у првој влади Војислава Коштунице                                                             | Демократска странка Србије    |
|       | 15. мај 2007.       | 7. јул 2008.        | Зоран Лончар                          | министар просвете у другој влади Војислава Коштунице                                                                     | Демократска странка Србије    |
|       | 7. јул 2008.        | 30. август 2013.    | Жарко Обрадовић (1960–)               | министар просвете и науке у влади Мирка Цветковића и министар просвете, науке и технолошког развоја у влади Ивице Дачића | Социјалистичка партија Србије |
|       | 30. август 2013.    | 27. април 2014.     | Томислав Јовановић                    | Министар просвете, науке и технолошког развоја у влади Ивице Дачића                                                      | Социјалистичка партија Србије |
|       | 27. април 2014.     | 11. август 2016.    | Срђан Вербић                          | Министар просвете, науке и технолошког развоја у првој влади Александра Вучића                                           | Нестраначка личност           |
|       | 11. август 2016.    | 28. октобар 2020.   | Младен Шарчевић (1957–)               | Министар просвете, науке и технолошког развоја у другој влади А. Вучића и влади А. Брнабић                               | Нестраначка личност           |
|       | 28. октобар 2020.   | 5. мај 2023.        | Бранко Ружић (1975–)                  | Министар просвете, науке и технолошког развоја у другој влади А. Брнабић                                                 | Социјалистичка партија Србије |
|       | 25. јул 2023.       |                     | Славица Ђукић Дејановић (1951–)       | Министар просвете у трећој влади А. Брнабић                                                                              | Социјалистичка партија Србије |

## Напомена
- Сви датуми су истакнути по грегоријанском календару, иако се јулијански календар у Србији / Краљевини СХС користио све до јануара 1919. када се прешло на званично коришћење „новог” календара.
- Иако је Социјалистичка Република Србија (у оквиру Демократске Федеративне Југославије) званично проглашена 9. априла 1945. године, она је заправо постојала од новембра 1944. када је Србија ослобођена од стране припадника Црвене армије и Партизанског покрета.